# Lieve Wierinck
Lieve J.J. Wierinck, née le 3 juillet 1957 à Louvain, est une femme politique belge flamande, membre du Open Vlaamse Liberalen en Democraten (Open vld).

## Biographie
Lieve Wierinck est pharmacienne de profession[Où ?]. 
Membre du parti OpenVLD, elle est présidente du CPAS et échevine de Zaventem. Elle est députée fédérale du 22 décembre 2011 au 25 mai 2014 en remplaçant Guy Vanhengel. Le 4 mai 2016, elle devient députée européenne pour remplacer Philippe De Backer.